# Pradip Bode
Pradip Bode Kumar (data de nascimento desconhecido) é um ex-ciclista olímpico indiano. Bode representou sua nação nos Jogos Olímpicos de Verão de 1952, em Helsinque, no evento corrida em estrada.